# ماجيك

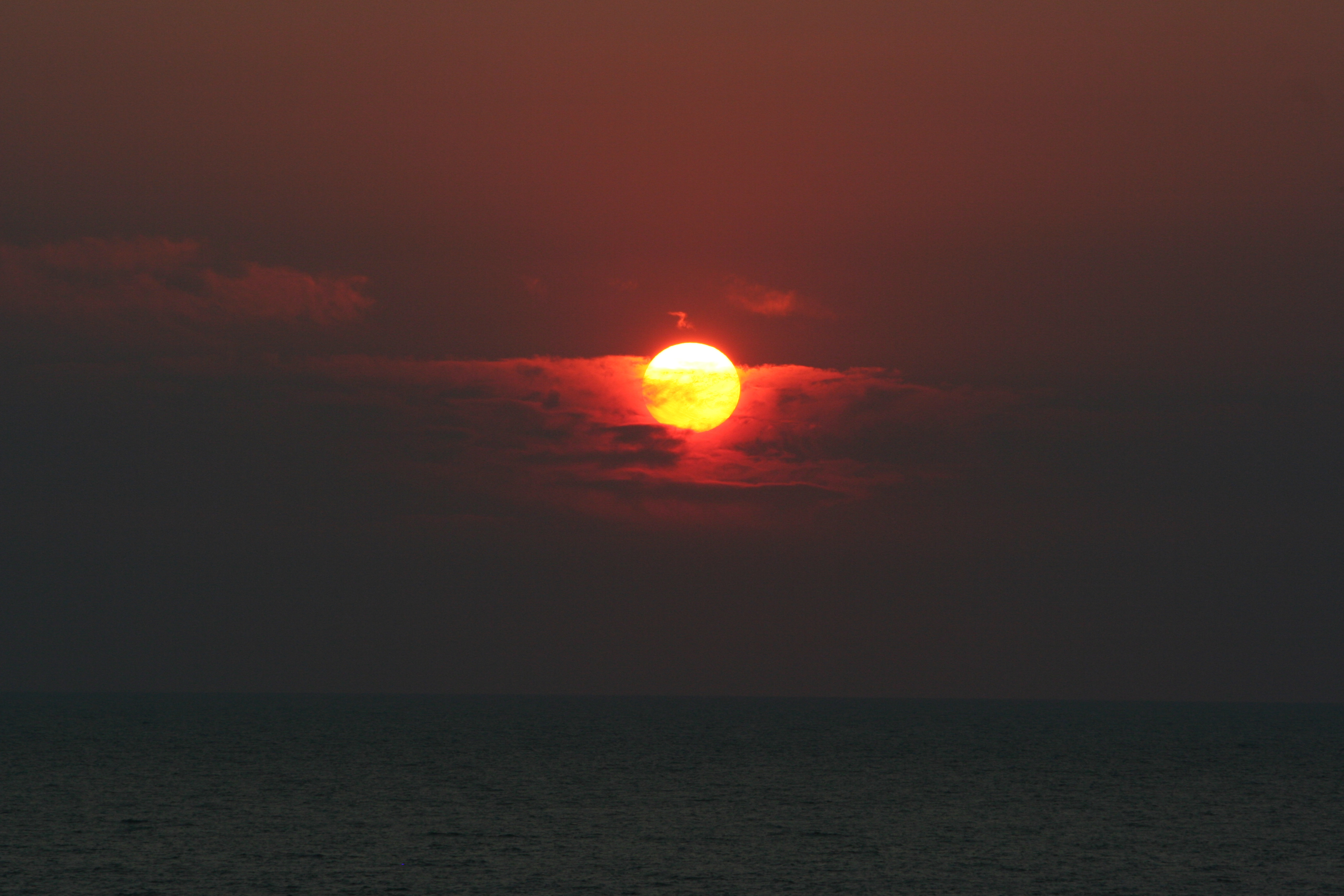

ماجيك (بالإنجليزية: Magec)‏ كان إله الشمس إلى مواطن القديم للجزيرة تينيريفي (جزر الكناري، إسبانيا) وغوانش. وفقا للأسطورة، جيوتا (شيطان) خطف ماجيك ووضعه في تيد، تغرق العالم في ظلام دامس. يصلي الإنسان إلى آخمان (الله الأعظم) الذي أنقذ ماجيك، وبدلا من جيوتا مقفل داخل البركان.